# Claudine West
Pour les articles homonymes, voir West.
Claudine West, de son vrai nom Ivy Claudine Godber, est une scénariste, une dramaturge et une romancière britannique née le 16 janvier 1890 à Nottingham (Angleterre) et morte le 11 avril 1943 à Beverly Hills (Californie).

## Biographie
Claudine West arrive à Hollywood en 1929 et devient scénariste sous contrat avec la Metro-Goldwyn-Mayer, où elle travaille notamment sur des films en lien avec l'Angleterre.

## Filmographie
- 1929 : La Fin de madame Cheyney (The Last of Mrs. Cheyney) de Sidney Franklin
- 1930 : A Lady's Morals de Sidney Franklin
- 1930 : La Dame à scandale (The Lady of Scandal) de Sidney Franklin
- 1931 : Le Fils du radjah (Son of India) de Jacques Feyder
- 1931 : C'est mon gigolo (Just a Gigolo) de Jack Conway
- 1931 : Vies privées (Private Lives) de Sidney Franklin
- 1931 : The Guardsman de Sidney Franklin
- 1932 : Jenny Lind d'Arthur Robison
- 1932 : Dans la nuit des pagodes (The Son-Daughter) de Clarence Brown
- 1932 : Payment Deferred de Lothar Mendes
- 1932 : Chagrin d'amour (Smilin' Through) de Sidney Franklin
- 1933 : La Reine Christine (Queen Christina) de Rouben Mamoulian
- 1933 : Une soirée à Vienne (Reunion in Vienna) de Sidney Franklin
- 1934 : Miss Barrett (The Barretts of Wimpole Street) de Sidney Franklin
- 1935 : L'Ange des ténèbres (The Dark Angel) de Sidney Franklin
- 1937 : Le Chant du printemps (Maytime) de Robert Z. Leonard
- 1937 : Visages d'Orient (The Good Earth) de Sidney Franklin, Victor Fleming, Gustav Machatý et Sam Wood
- 1938 : Marie-Antoinette de W. S. Van Dyke
- 1939 : On Borrowed Time de Harold S. Bucquet
- 1939 : Au revoir Mr. Chips (Goodbye, Mr. Chips) de Sam Wood
- 1940 : La Tempête qui tue (The Mortal Storm) de Frank Borzage
- 1941 : Le Soldat de chocolat (The Chocolate Soldier) de Roy Del Ruth
- 1941 : Chagrins d'amour (Smilin' Through) de Frank Borzage
- 1942 : Prisonniers du passé (Random Harvest) de Mervyn LeRoy
- 1942 : Madame Miniver (Mrs. Miniver) de William Wyler
- 1942 : Danse autour de la vie (We Were Dancing) de Robert Z. Leonard
- 1943 : Et la vie recommence (Forever and a Day) (collectif de 7 réalisateurs)
- 1944 : Les Blanches Falaises de Douvres (The White Cliffs of Dover) de Clarence Brown

## Distinctions
Oscar du meilleur scénario adapté

### Récompenses
- en 1943 pour Madame Miniver

### Nominations
- en 1940 pour Au revoir Mr. Chips
- en 1943 pour Prisonniers du passé